# Molendoa roylei
Molendoa roylei är en bladmossart som beskrevs av Brotherus 1902. Molendoa roylei ingår i släktet klyftmossor, och familjen Pottiaceae. Inga underarter finns listade i Catalogue of Life.